# Vatteville-la-Rue
Vatteville-la-Rue là một xã thuộc tỉnh Seine-Maritime trong vùng Normandie miền bắc nước Pháp.

### Huy hiệu
| Arms of Vatteville-la-Rue | The arms of the commune of Vatteville-la-Rue are blazoned: Gules, a 3-masted ship Or, and on a chief argent, a salamandre between an ash leaf and an oak leaf sable. |

## Dân số
| Năm | 1962 | 1968 | 1975 | 1982 | 1990 | 1999 | 2006 |
| --- | ---- | ---- | ---- | ---- | ---- | ---- | ---- |
| Dân số | 644  | 694  | 636  | 746  | 897  | 890  | 1025 |
| From the year 1962 on: No double counting—residents of multiple communes (e.g. students and military personnel) are counted only once. |      |      |      |      |      |      |      |